# Sverige under bronsåldern
Bronsåldern är den första förhistoriska period som visar tydliga tecken på regionala förbindelser via handel. Handelsförbindelser upprätthölls troligen av hövdingar och stormän, vilket framgår i distributionen av bronsföremål. Jakten på dessa lockande metaller var, i kombination med de spännande och farliga resorna, det som försåg nordborna med nya attraktiva produkter av metall. Av den gyllene bronsen, som hade en låg smältpunkt, kunde man gjuta vapen, verktyg och smycken, Handelsresornas förde nya kulturimpulser till Sverige och Norden. Isotopanalyser av metallernas spårelement har klargjort i vilka områden metallerna bröts.
När Sverige befann sig i slutet av yngre stenåldern, hade delar av Europa och Främre Orienten redan hamnat i vad som kallas kopparåldern. Redan 3200 före Kristus hade man börjat experimentera med att legera koppar. Till en början användes arsenik vilket gav en hårdare men spröd brons. Föremål av koppar har hittats i Sverige främst flata kopparyxor. Därefter började tenn användas. och få fick man en betydligt bättre brons. Sedan började bronsföremål i liten skala även tillverkas i Sverige. Av vetenskapshistoriska skäl har man dock placerat bronsålderns inledningsskede efter en senare samling föremål (Pilefyndet) som deponerades cirka 1700 före Kristus.
Den nordiska bronsåldern brukar delas in i sex olika perioder utifrån stilar och fyndkombinationer. Indelningen skedde runt år 1900 av den svenske arkeologen Oscar Montelius. Hans tidsindelningar gjordes utifrån fyndkombinationer av föremål främst i Sverige men han gjorde jämförelser med hela Europa och Medelhavsområdet. Tidsindelningen har visat sig stämma överraskande bra med nya 14C-dateringar av fynd. De tre första perioderna (period I-III) utgör den äldre bronsåldern och period IV-VI utgör den yngre bronsåldern.

## Forskningshistorik

### Begränsat källmaterial och  kronologi baserat på artefaktstudier
Källmaterialet för forskningen om bronsåldern var fram till 1970-talet i huvudsak begränsat till gravar, depåfynd. hällristningar och kulthus. Det inriktade bronsåldersforskningen mot studier av gravseder och rituella seder. Bebyggelsen studerades med utgångspunkt i gravarnas fördelning över landskapet. Det var möjligt att studera bronsteknologin och redskapens kronologi vilket Oskar Montelius använde för sin tidsindelning av perioden. Sven Nilsson såg före arkeologins etablering som vetenskap bronsålderskulturen som verk av feniciskt inflytande och menade att bronsålderskulturen var invandrad till Sverige. Montelius arbete med bronsålders fynd över hela Europa skapade en bild av en internationell kultur med varuutbyte i Europa och stilistisk påverkan mellan olika områden i Europa. 

### Hällristningar och bronsåldersfynd
Under 1900-talet arbetade Oskar Almgren med hällristningars tolkning i Hällristningar och kultbruk och i Östergötland arbetade Arthur Nordén med Östergötlands Bronsålder Båda intresserade sig hällristningar och bronsålderns religion.
Två arkeologer arbetade med de hittade fynden och skrev översikter över bronsålderns fynd. Evert Baudou som skrev sin doktorsavhandling 1960 om Die regionale und chronologische Einteilung der jüngeren Bronzezeit im Nordischen Kreis där han avhandlade bronsfynden från yngre bronsåldern med en huvudinriktning på att datera gravarna med hjälp av gravgåvorna. Andreas Oldeberg hade arbetat med metalltekniska frågor och han sammanfattade den äldre bronsålderns fynd i Die ältere Metallzeit in Schweden i två delar 1974 och 1976. Landskapsanalyser som Åke Hyenstrands Fasta fornlämningar och arkeologiska regioner från 1984 och S  Wigrens Sörmländsk bronsåldersbygd. En studie av tidiga centrumbildningar daterade med termoluminescens 1987.

### Synen på bronsålderns boplatser
Vid 1900-talets början undersöktes hyddbottnar och några stengrundshus som styrde uppfattningen om byggnadstraditionen  under bronsåldern. Stengrundshusen tolkades som rituella och då blev de enda profana byggnaderna hyddor. Undersökningen av bronsåldershyddan vid Boda 1906 formade bilden av byggnadstraditionen under bronsåldern även utanför Sverige. Husurnor i gravar som gav en bild att bronsålderns hus hade bestått av hyddor och mindre hus. Husurnornas inspiration kom istället från södra Europa men hade inga förebilder i nordiska boningshus. Lämningar efter hyddor från  bronsåldern som hittats i Skandinavien  hade däremot liknande utseende som husurnorna avbildar. Byggnader var okända för att bronsåldersboplatser var dåligt studerade. Man hänvisade till ett kringflyttande liv i huvudsak med boskapsskötsel som inte lämnat spår efter sig. Denna bild präglade länge forskningen kring bronsålderns bebyggelsestruktur.
Stora ytavbaningar gav den första tydliga bilden av hur husen var konstruerade och bebyggelsen placering i terrängen. Situation före dessa var att forskare  trodde bebyggelsen varit rörliga, små ensamgårdar med enkla hyddliknande byggnader. Nu vet vi att permanenta byggnader i en komplex struktur haft gårdar av varierande storlek med olika typer av byggnader. Långhus kompletterades av ekonomibyggnader, ibland med grophus och hyddor. Den permanenta strukturen har haft ensamgårdar men också tät byliknande bebyggelser. Även sociala skillnade kan spåras i boplatsmaterialet. Det är olika hus- och gårdsstorlek redan under senneolitikum som visar på en hierarkisk samhällsstruktur.

## Äldre bronsålder (1700 f.Kr.–1100 f.Kr.)

Utbredningen av fasta bosättningar i Sverige under bronsåldern. Utbredningen indikeras främst av gravar.

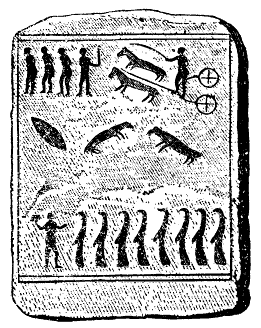
Stenristning föreställande bland annat en stridsvagn från Kungagraven i Kivik, cirka 1000 f.Kr.

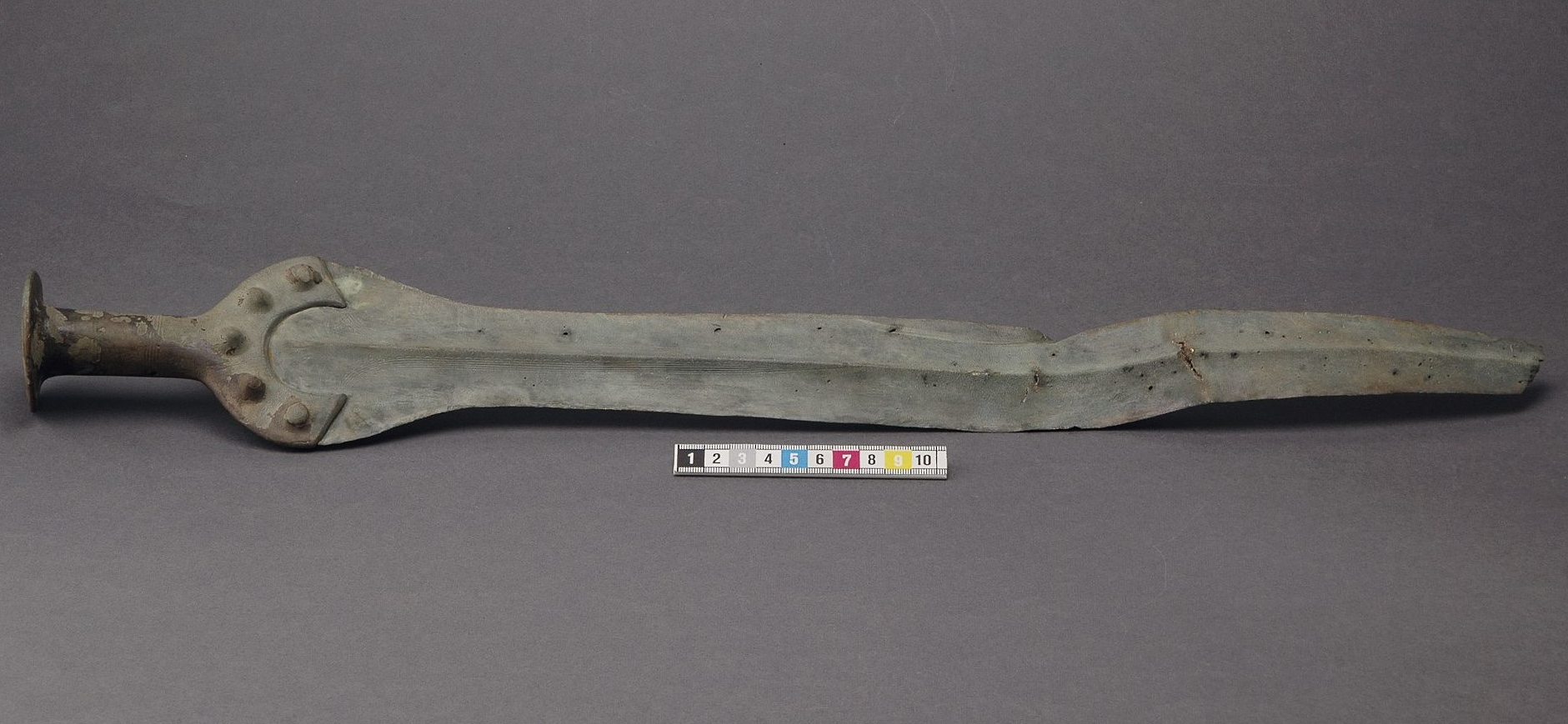
Björnlundasvärdet har sannolikt importerats från mellersta Donauområdet, 1496 f.Kr.

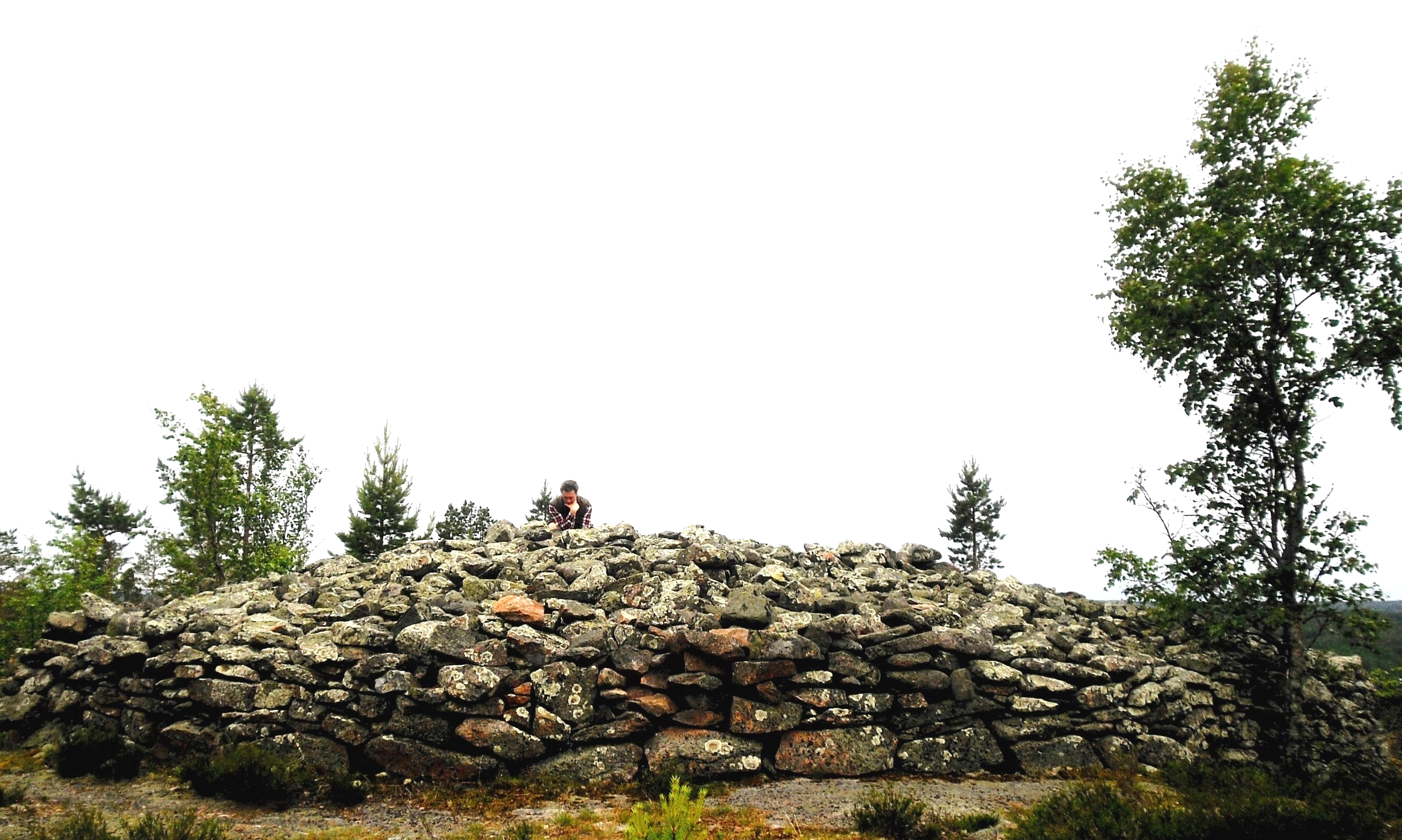
Det större av Spirbergsrösena i Örnsköldsviks kommun. Under inventering av arkeolog Carl L. Thunberg 2014.

Vid den nordiska bronsålderns början hade en ny kultur ersatt Úněticekulturen. Det var höggravskulturen som sträckte sig fram till Östersjöns sydöstra kust. Förutom det arbets- och resurskrävande gravskicket med storhögar förde den med sig nya hästdragna vagnar för transport och tvåhjuliga stridsvagnar.
Period 1 av bronsåldern (1700–1500 f.Kr.) är ganska fattig på bronsfynd, och de flesta typerna av föremål från senneolitikum fanns fortsatt kvar, liksom bruket att bygga enkla hällkistor. Under period I, men också senare, förekommer importföremål både västerifrån, såsom Irland och England, och från många olika områden söderifrån, bland annat från nuvarande Ungern och Rumänien. Pilefyndet är ett känt depåfynd från denna tidiga tid med föremål från västra Europa och även från Mellaneuropa.
Först vid övergången till period II runt 1500 f.Kr. kom det stora genombrottet för bronsåldern i Norden, vilket medförde att ett stort antal nya föremålstyper av brons ersatte de föregående föremålen i flinta. I gravarna deponeras mera brons som gravgåvor och det är i huvudsak föremål som är tillverkade i Skandinavien.

### Handel med metaller. Bronsålderns sjöfarare.
Kontrollen över handeln med de nya redskapen och vapnen av brons gjorde hövdingarna mäktigare, vilket manifesteras i deras gravskick, storhögarna. Kulturpåverkan var stark och snart uppfördes också imponerande stora gravar i Sverige, som storröset Kungagraven i Kivik. Handeln utgjordes främst av import av metall koppar från Mellan- och Sydeuropa och salt, medan bland annat bärnsten exporterades. Även slavar har föreslagits som en exportvara. Andra exportvaror är mer oklara. Även i Sverige tycks hästen och vagnen haft stor betydelse, men framförallt var skeppen viktiga. Skeppen är återgivna på hällristningar bronsföremål och i skeppssättningar. Det är troligt att det var skeppen som möjliggjorde den tämligen utvecklade nordiska bronsålderskulturen. Det varma klimatet som rådde under denna tid gav en förutsättning för en relativt hög befolkningstäthet även i Sverige och delar av Norge.

### Bostadshus och ekonomi
Ett bronsåldershus i Bohuslän ligger i Munkedal på en plats som kallas finska barnhemmet. Huset stod på platsen då hällristningarna gjordes vid Tanum, Platsen undersöktes av arkeologer från Bohusläns museum. Platsen ligger söder om det kända världsarvet med alla hällristningarna. Husen från denna tid gjordes genom att en rad med stolpar grävdes ner i linje, så kallade mittstolpar som bar upp taket, i en så kallad tvåskeppig konstruktion. Därefter grävdes ett antal väggstolpar ned runtom och väggarna byggdes av vidjor och lera. En eldstad fanns oftast i en av ändarna på huset. I andra delar av Sydskandinavien har hus med betydligt större dimensioner, så kallade långhus, påträffats. De var ofta 20–30 meter långa och i enstaka fall över 50 m långa.  
Under äldre bronsåldern övergår man från tvåskeppiga till treskeppiga hus. Det innebär att mittaxel i huset blir fri och den takbärande konstruktionen flyttas till sidorna av mittskeppet. Bronsåldersboplatser kännetecknas senare av treskeppiga hus som kan vara mellan 10 och 35 meter långa. Det finns en tendens till att bostadshusen blir kortare under yngsta bronsåldern. Ekonomin har baserats på jordbruk med odling av olika typer av vete och nakenkorn kompletterat med boskapsskötsel med nötboskap, får/get och gris. Även jakt i mindre omfattning och fiske har förekommit. Jämför man Skåne med Bohuslän är det troligt att samhällets ekonomi såg olika ut på dessa platser.

### Norra Norrlands bronsålder
En uppdelning mellan södra och norra Norrland skedde omkring 800 f.Kr., där den norra delen uppvisar ett markant östligt inslag i fyndmaterialet med bland annat asbestkeramik av finsk typ. Asbestkeramik användes för metallurgi, bland annat bronsframställning, och har av vissa forskare associerats till en församisk kultur. På en fyndplats vid Kalixälven har även ämneskoppar återfunnits.

## Yngre bronsålder (1100 f.Kr.–520 f.Kr.)

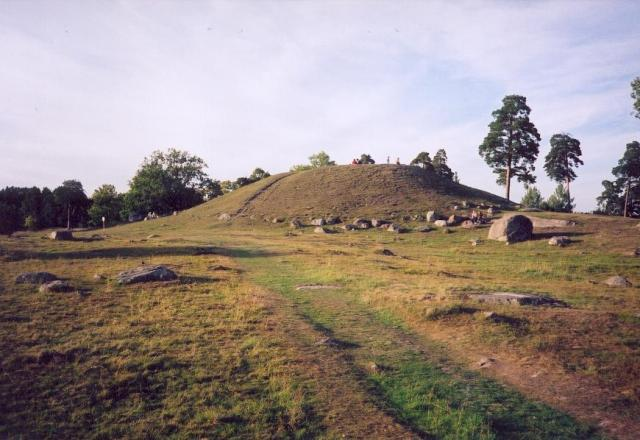
Hågahögen väster om Uppsala, cirka 1000 f.Kr.–800 f.Kr.

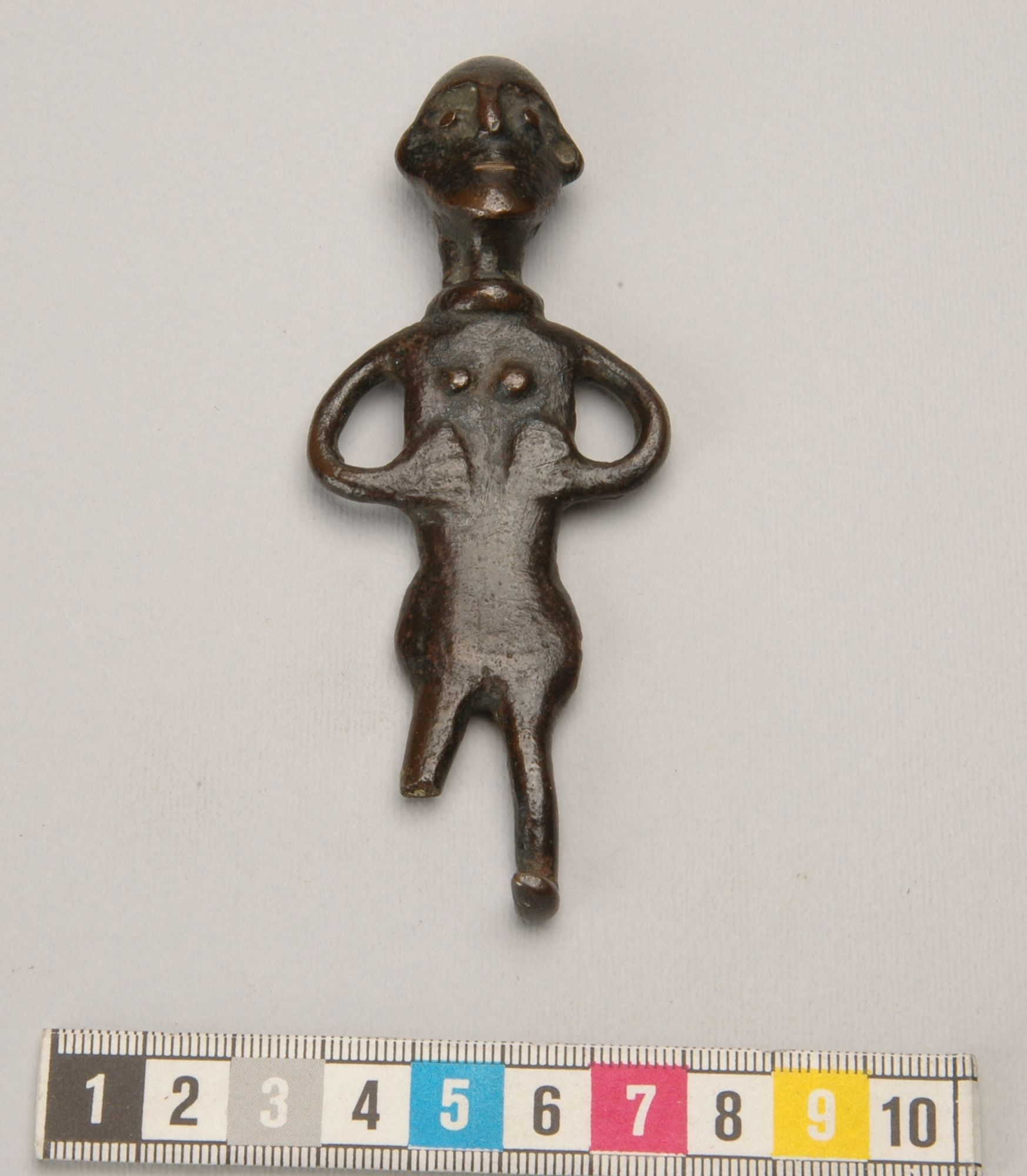
Bronsåldersfigurinen från Sankt Olofs socken, yngre bronsåldern.

På 1000-talet f.Kr. hände något drastiskt kring Medelhavet – den sena bronsålderskollapsen. Nedgången drabbade den hettitiska kulturen, den mykenska kulturen och nya riket i Egypten ansattes hårt. Användningen av järn och delvis brustna handelsförbindelser skulle få konsekvenser i övriga Europa. I Centraleuropa övergick höggravskulturen till urnefältskulturen som möjligen var mindre aristokratisk. Urnegravarna kom också till Sverige. Introduktionen av brandgravar innebar inte att högar slutade byggas utan nya storhögar som Lusehøj, Hågahögen och Lugnarohögen anlades under yngre bronsålder och den nordiska bronsålderskulturen bestod.
Efter en ny klimatförändring omkring 850–760 f.Kr. och sedan ytterligare en plötslig klimatförändring omkring 650 f.Kr. tog bronsåldern snart slut. I Norden ersatte järnet successivt bronsen under 500-talet f.Kr. Under de kommande århundradena blir gravfynden fåtaligare och ibland helt fyndtomma. Tecken på lyx som guldfynd hittas inte och storhögar upphör att uppföras.

### Det nordiska bronsålderssamhället

Tätheten av hällristningar och skålgropar per areaenhet i Sverige.

Samhällsutvecklingen i Norden kom alltmer att skilja sig från utvecklingen på kontinenten. I olika föremål och föreställningar framträder vissa skillnader, vilka dock anpassats till rådande förhållanden och därigenom fått ett eget, nordiskt uttryck. Folket levde på fiske, jakt, handel, boskapsskötsel och jordbruk. Hästen förmedlade status och användes som riddjur och dragdjur. 
Skrivkonsten var ännu ej i bruk, men hällristningar ger oss en insikt i människornas tankevärld samt hur jorden brukades och de båtar som byggdes. På ristningarna ser båtarna ut att ha utriggare. Manskapen på skeppen bestod av ett flertal paddlare. På en hällristning i Skåne syns ett skepp med tillbehör som kan tolkas vara en mast med linor för att hissa segel. Nästan samtliga hällristningsskepp saknar dock antydan till segel eller master. De flesta båtar paddlades fram. Det stora antalet skeppsristningar visar på sjöfärder och samfärdselns  stora betydelse.

## Jordbruket under bronsåldern

### Sädesodling under senneolitikum och äldre bronsålder
Fynd av sädeskorn som förkolnade sädeskorn har blivit många fler från äldre bronsåldern och ännu fler från yngre bronsåldern. Dessa fynd har framkommit vid utgrävningar av boplatser främst inom hus. Avtryck av sädeskorn i lerkärl har inte ökat på samma sätt. Att hitta och bestämma avtryck av sädeskorn i krukskärvor och lerklining är svårt och kräver mycket arbetstid. Avtryck från Skåne och södra delen av Halland och också från Västergötland fastän de är färre.  Odlingsgrödorna verkar ha varit lika i dessa områden. Kornavtryck utgjorde 27-28 procent. Naket korn var mer förekommande än skalkorn. Dessutom odlades mest vete av typen emmer. Emmer och speltvete liknar varandra och är svårta att skilja åt. Bland de avtryck som klassificerats som emmer finns troligtvis även spelt. Råglosta odlades i Skåne. Antingen odlades eller samlades råglosta in. Förkolnade sädeskorn hittade Lilla Köpinge i Skåne där hela 46 procent var råglosta blandat med emmer och naket korn är ett argument för detta. Förkolnade korn ger en annan bild än avtrycken. Några fynd ger samma grödesfördelning som avtrycken gör. Fynd i grop från Västergötland var mest  vete. En förrådsgrop som låg mellan några hus i Fosie socken var enbart vete. Vete saknas nästan helt bland avtrycken. I ett hus också i Fosie hittades bara korn med lika stor andel naket korn och skalkorn. Skillnader i resultaten från avtryck av sädeskärnor och förkolnade sädeskorn visar att resultaten inte enkelt avspeglar grödorna, skörden under bronsåldern. Halland och Uppland har gett fynd av  havre och hirs från äldre bronsåldern. Variationen i sädesodlingen var stor men det var lika från Skåne till Västergötland. Längre norrut än Uppland finns inga större spår av odlade växter.

### Sädesodling under yngre bronsålder
Mariehem i Västerbotten, samma plats som nämns nedan med fynd av brända ben har gett också några förkolnade sädeskorn av skalkorn. Detta är ett unikt fynd från norra Sverige och bara några sädeskorn från Hedningahällan i Hälsingland är lite äldre. Jordbruk bedrevs troligen utmed kusten från Gästrikland  ända upp till Västerbotten senare neoliticum och bronsåldern, men de få fynden gör det oklart når odlingen började och hur omfattande den var. 
Från den södra tredjedelen av landet är fynden desto rikligare. Sädeskornsavtryckens sammansättning är påfallande lika i hela området från Skåne till Södermanland i norr. Skalkorn och naket korn dominerar fynden. Skalkorn odlades norr om Skåne i större omfattning under yngre bronsåldern. Antalet sorter av sädesslag i bruk var fler än tidigare, och andra typer av kulturväxter odlades också. Förkolnade sädeskorn förstärker bilden av skalkornets större betydelse under yngre bronsåldern. Fynd i två förrådsgropar i Bohuslän och Halland innehöll nästan bara  skalkorn, och det är det viktigaste sädesslaget i fynden. Emmer eller spelt är vanligare som fynd av förkolnade korn än i sädesavtryck i keramik

### Djurhållningen
Från sydvästra Skåne finns avfall från äldre bronsåldern som innehåller djurben mest av husdjur i form av nötboskap. Jakt och fångst var obetydlig i jämförelse med tama husdjur. Övriga fynd från äldre bronsålder har gett bara enstaka eller få ben. Djurhållningen kan inte beskrivas av detta material men ben av husdjur är alltid flest, och fyndplatserna finns norrut till Västergötland, Västmanland och Uppland. Vanligast är fynd av bara husdjur. Grottan Stora Förvar, som har lager från bronsåldern. är ett undantag och innehåller mest ben av säl. Det har varit en jaktplats.
I Ångermanland och Västerbottens kustland men också inlandets Lycksele har man hittat enstaka brända ben av får/get. Endast fyndplatsen vid Mariehem i Umeå kan säkert dateras till äldre bronsålder. Ben av får/get hittades där i en avfallsgrop med eldsprängd sten och träkol som C 14-datera till äldre bronsåldern. Möjligen fanns från 2000 f.Kr. mindre inslag av jordbruk utmed kusten i Norrland från Medelpad till Västerbotten.
Fynden av så kallade ekofakter, lämningar av växer och djur är större från yngre bronsåldern än tidigare men luckorna i fynden gör materialet svårtolkat. Dalsland och Värmland saknar helt fynd och norr om Uppland är fynden få. Ben har bevarats dåligt i den sura jorden och nästan ingen keramik finns att hitta avtryck i. Huruvida man har bedrivit jordbruk är svårt att bestämma från dessa fynd. Fyndbilden i norra Sverige är alltså som från tidigare perioder. Ett bränt ben av får eller get från Edånger i Ångermanland, är undantag. På samma plats hittades brända ben av bäver liksom eldstäder, kokgropar och avfall i sten som daterats yngre bronsåldern. 
Under yngre bronsåldern ökar fynden av husdjursben från Uppland, Bohuslän och söder därom. Husdjursben utgör minst 95 procent av fynden av däggdjur. Undantaget är vid denna tid inte Stora förvar. Grottan var inte längre en lägerplats för säljägare. Benavfallet har nu flest ben av får och getter som levde på ön. Undantaget är istället Ängdala vid Malmö i Skåne, där kronhjort och rådjur var11 procent av benen. Slutsatsen blir att i södra Sverige hade inte jakt eller fångst någon större betydelse för försörjningen under yngre bronsåldern. Fiske är svårare att avfärda som betydelselöst då fiskben regelbundet hittas på boplatserna. Under tidigare tid var husdjurshållningen grundad på tre arter nöt, svin och får/get men under denna tid kommer ett fjärde husdjur, hästar. Hästben är vanliga på några platser och uppgår 20-28 procent. På dessa platser hölls hästar som slaktdjur. Vanligare är att hästben utgör 5 procent av benen då de inte var slaktdjur. Utan hästben finns fjorton fyndplatser som visar att husdjurens sammansättning inte mer olika än sädesslagen från Skåne till Uppland. Skillnaden var att i norra Sydsverige hölls fler nötkreatur och i södra delen fler grisar.

## Gravarna

### Gravhögar och gravrösen
Högar byggda av grästorv förekommer främst i områden med större arealer öppna betesmarker. De är vanliga i Skåne, Södra Halland och i Blekinges västra hörn främst Listerlandet och Holjeåns dalgång. De finns också på slättområdena längre norrut i Götaland.
En vanlig fornlämningstyp längs kusterna är de så kallade gravrösena. De är uppbyggda av sten och kan ha kallmurade inre konstruktioner. De har ofta kantkedjor av större stenar. Rösena är vanliga från Hallands norra del och uppåt västkusten och längs hela östkusten norr om Skåne. Det inre Småland har också många rösen. Norrland har gravrösen, som oftast kallas kuströsen ligger som ett pärlband i kustlandet, nära den dåvarande strandlinjen. Det finns mer än 2 000 rösen längs hela Norrlandskusten, flest i Hälsingland, Medelpad och Ångermanland. De ligger på en höjd över havet som gör att de kan dateras till perioden 1200–700 f.Kr alltså samtidigt med yngre bronsåldern. Men de är svåra att datera vid undersökningar.  En del av rösena kan vara från järnåldern. Rösena har en inre konstruktion med en gravgömma som är mycket lik gravgömmor i Sydskandinavien under äldre och yngre bronsålder. De anses därför vara synliga spår av förbindelser mellan syd och nord under den aktuella perioden. Även på Gotland och Öland är rösen vanliga.
Under den äldre bronsåldern begravdes eliten i kistor av sten eller av kluvna, urholkade trädstammar eller andra typer av träkistor. Med sig i graven fick den döde sina vapen och ett förråd av välbehövda gåvor för ett nytt liv hinsides och över kistan lades en sten- eller jordhög. Gravhögar förekommer framförallt i södra Halland, Skåne och Danmark. Under den här tiden bestod cirka 75 procent av de gravlagda av vuxna män, medan resten var vuxna kvinnor. Få begravningar av barn har dokumenterats. 
I Bohuslän finns drygt 2000 rösen registrerade varav de flesta förmodas tillhöra den äldre bronsåldern. Siffran 2000 är ett mått på de idag registrerade rösena och antalet anlagda rösen i förhistorisk tid har troligen varit betydligt större. Antar man att de har en byggnadstid på 400 år byggdes 5 rösen varje år. Med en beräknad längd av en generation på 25 år motsvarar det att 125 rösen byggdes per generation. Därav  var nästan 100 gravar av män. Mansgravar utgjorde enligt osteologiska analyser 75% av gravarna. Då skulle Bohusläns befolkning blott omfatta ett hundratal familjer som hade en sådan ställning att man kunde gravläggas på detta sätt, medan befolkningen i övrigt inte efterlämnat några spår. Siffran blir en underskattning för det fanns fler rösen och det gjordes mer än en begravning i varje röse. Givetvis begravdes alla på något sätt, men det var endast vissa personer som fick begravas i stora rösegravar. Större hög avspeglar troligen högre status i samhället. Merparten av befolkningen fick betydligt enklare begravningar och idag saknas av dessa gravlagda personer. Att vi saknar stora delar av det förhistoriska gravmaterialet gör det svårt att uppskatta befolkningsstorlekar under förhistorian. 
Övergången till likbränning började under period 3 av äldre bronsålder och då förekom att de brända benen fortsatt begravdes i en ekstock eller en större gravgömma. Under yngre bronsålder infördes mer anpassade gravgömmor ibland mindre hällstenar som omslöt benbehållaren som kunde vara ett keramikkärl eller spånask tätad med harts. Olika typer av brandgravar behandlas i artikeln förhistoriska brandgravar. Gravsättning skedde då oftare i stensättningar eller som efterbegravningar i rösen. Mer låglänt anlagda gravar skedde i form av skeppsformiga stensättningar vars relingar och stäv bestod av uppresta stenar. De ståtligaste stenskeppen av detta slag finns på Gotland. I Sydsverige finns även många sekundärbegravningar i äldre gravhögar från yngre bronsålder. De dödas ben lades då ofta ned i en kruka. Gravgåvorna blev mindre och gravarna utrustades med till exempel en rakkniv, pincett eller ett dräktspänne. Miniatyrsvärd förekommer som ett statusföremål i gravarna, Mindre stensättningar kunde även konstrueras ovanpå gravläggningen. Ibland är stensättningar tomma på ben fastän det finns en gravgömma i stensättningen. Detta kan bero på att man ibland öppnade gravarna för att återbruka benen. Enstaka benbitar av vuxna individer har hittats i barngravar som visar på ett sätt att bruka dessa ben. I Mellansverige förekom begravningar även i skärvstenshögar. På eller invid gravarna kunde det ibland även konstrueras olika byggnader som har tolkats som kulthus.
Eftersom arkeologin fram till 1970-talets slut hade lokaliserat få bronsåldersboplatser så användes bronsålderns gravar och bronsfynden för att lokalisera bebyggelsen under bronsåldern men idag har nya utgrävningsmetoder hittat många fler bosättningar i olika delar av Sverige.

### Skärvsten
I östra Mellansverige är skärvstenshögarna mycket vanliga både på boplatser och vid gravar. De består av stora mängder med eldsprängd sten. Stenen har antagligen främst använts för att värma upp vatten och mat. Kokgropar blev vanliga under bronsåldern. Skärvstenshögarna har ofta en komplicerad uppbyggnad med olika inre och yttre kantkedjor. Utseendet är ofta likt gravrösenas och de kan även innehålla begravningar. Antagligen är många av dem resultat av stora rituella måltider.

## Bilder med arkeologiska fynd från skandinavisk bronsålder

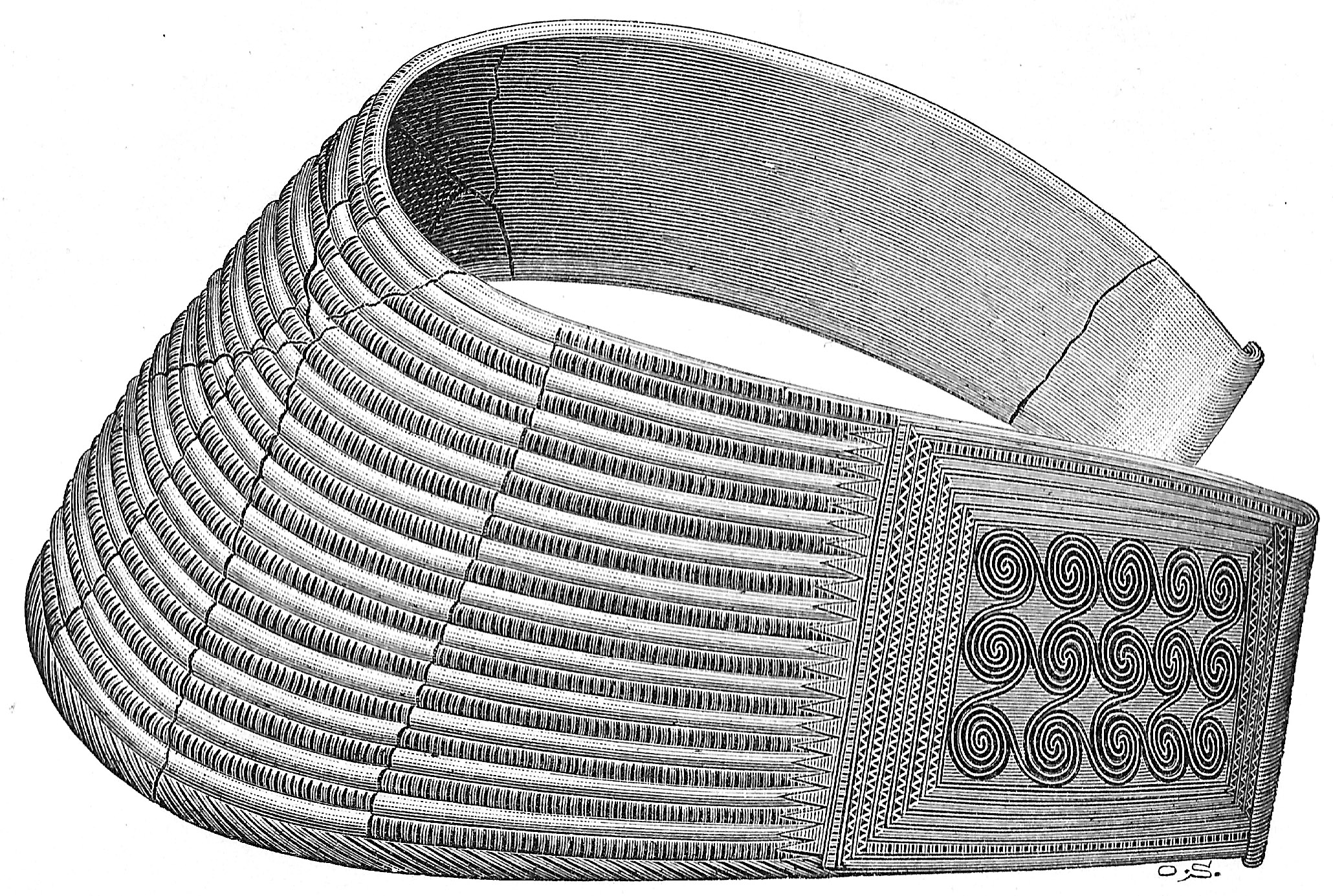
Halsprydnad av brons från bronsåldern funnen i Skåne.
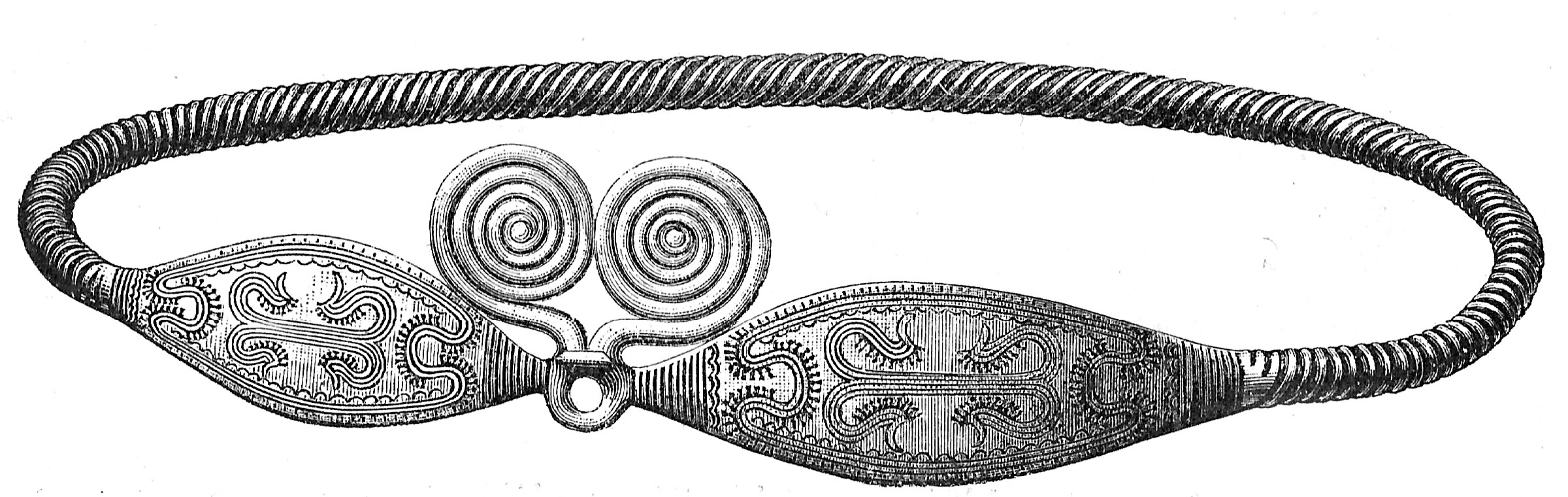
Halsring av brons från yngre bronsåldern funnen i Värmland.
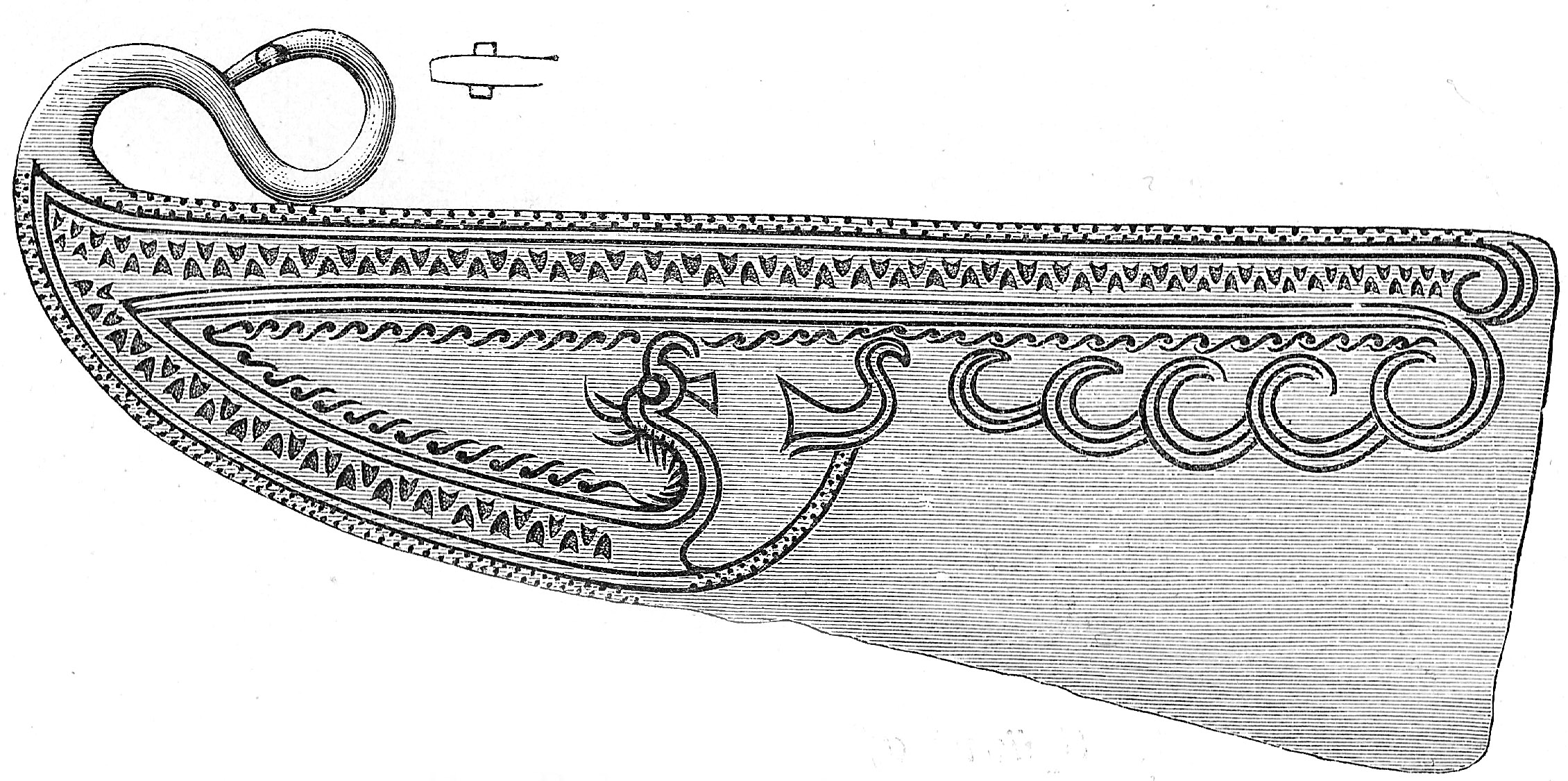
Rakkniv av brons från bronsåldern funnen i Skåne.
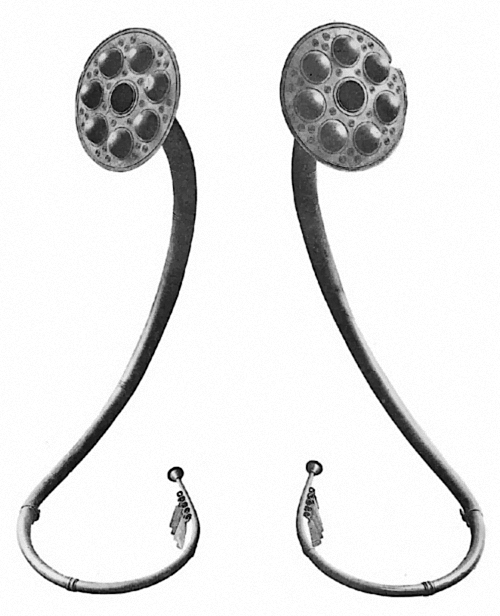
Bronslurar från bronsåldern funna i Danmark. Liknande har hittats i Sverige, bland annat på Öland.
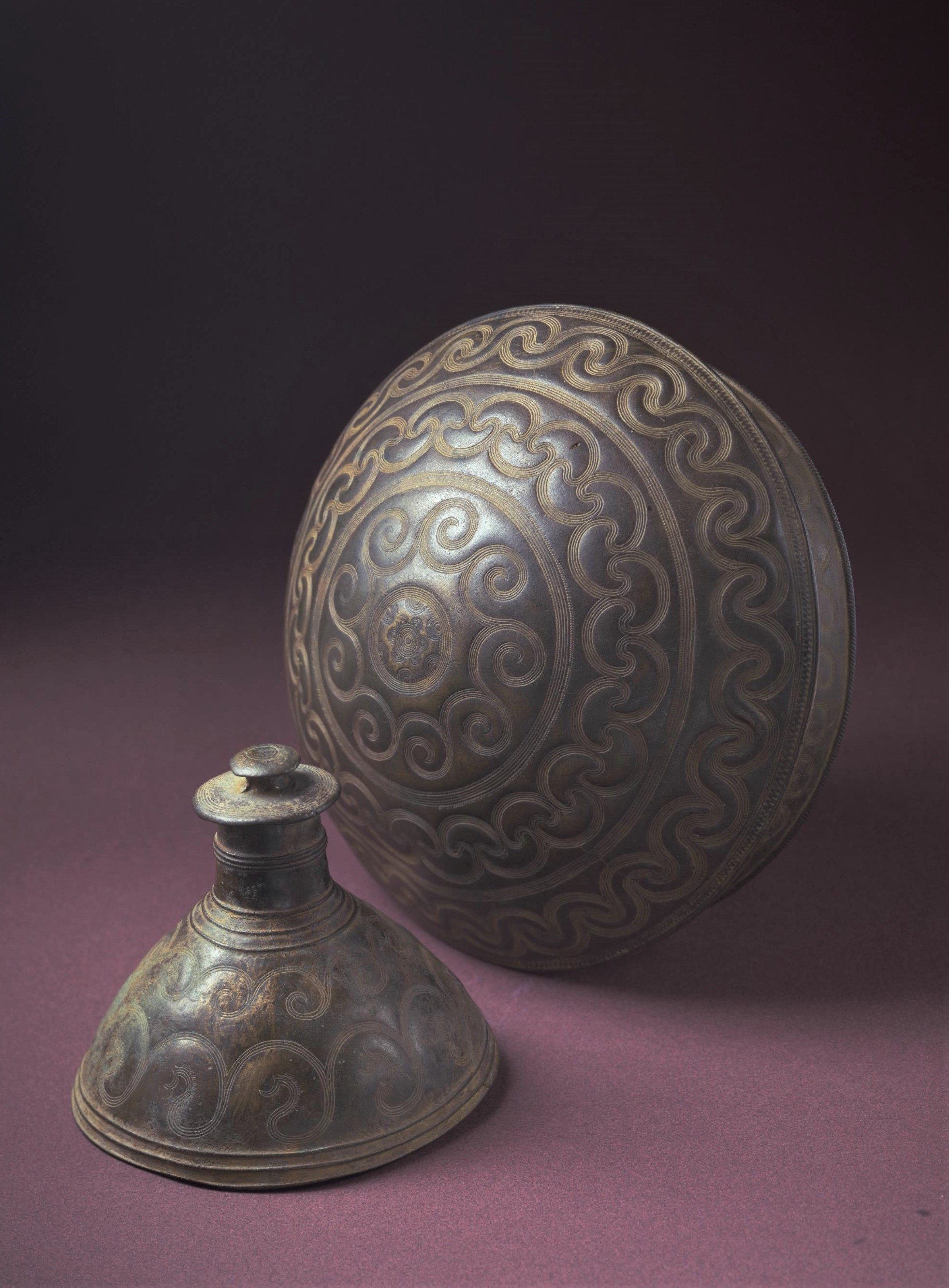
Två dräktsmycken från yngre bronsåldern, period V-VI,  ca 900-600 f Kr.  Ett hängkärl och främst en bältekupa, båda med rik dekor av "löpande hund" och orm/drakhuvuden. Båda tros ha suttit i bältet på rygg respektive mage och tillhört kvinnodräkten. Funna i en fd våtmark i Västergötland, Vårkumla socken, Slättäng.
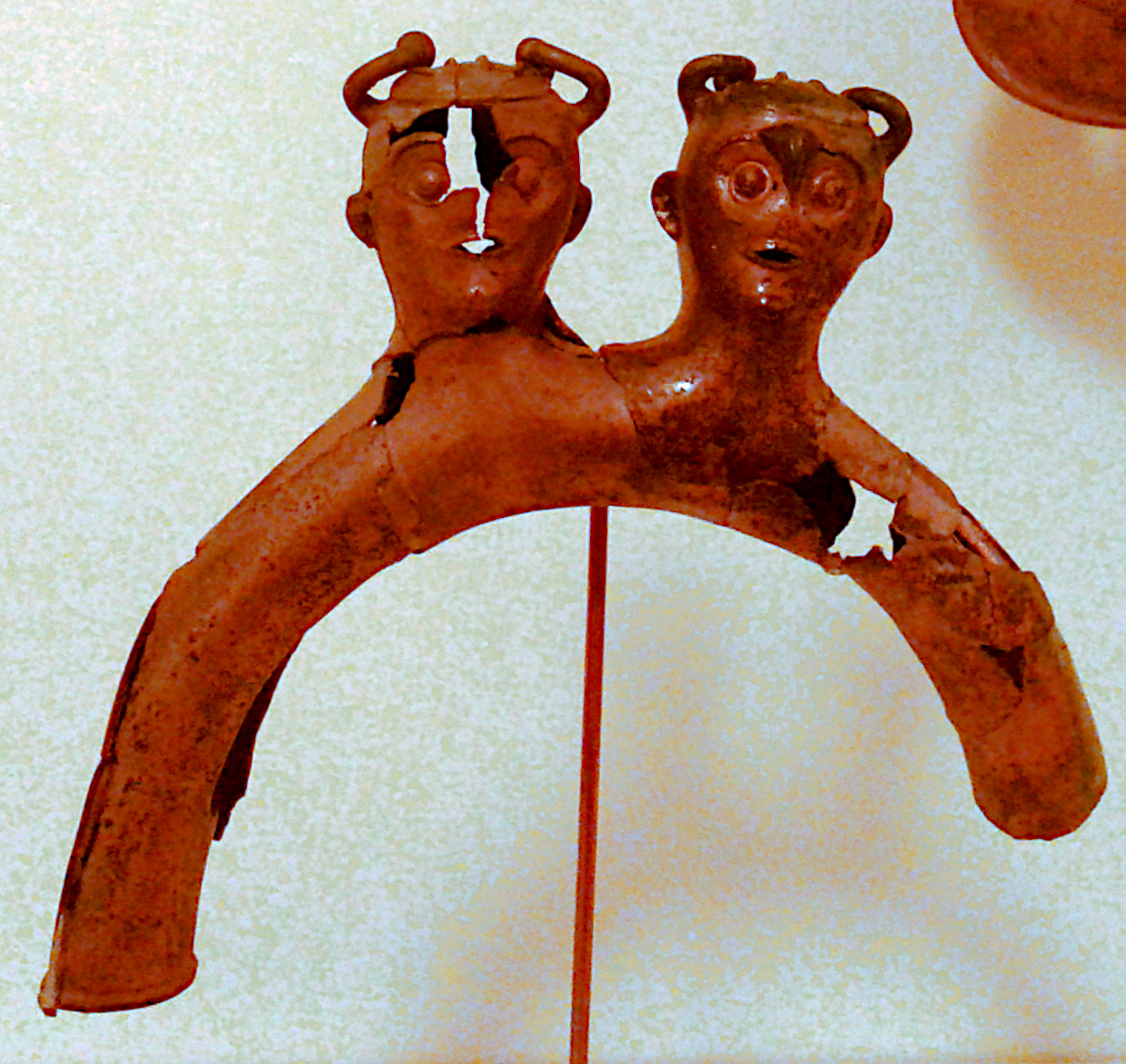
Två människohuvuden med horn från Jönstorpsfyndet, 1972.